# Мацанганов мост
Мацангановият или Турийският мост (на гръцки: Γεφύρι Ματσαγκάνη, Κρανιάς) е каменен мост в Егейска Македония, Гърция.
Мостът е разположен на река Венетикос, близо до изворите ѝ, източно от село Крания (Турия). Построен е преди 1850 година на стария керванен път от Янина и Мецово през Милия за Гревена. Носи името на собственика на нивите в района. Има един отвор и е дълъг 16 m, широк 2,50 m и висок 5,50 m. Платното е широко 2,10 m. От едната страна е запазен оригиналният каменен парапет, а от другата е заменен с циментов. Мостът е имал бронзов звънец, за обозначаване на силен вятър.
В 1995 година мостът е обявен за защитен паметник.